# Saksen-Anhalt op het Bundesvision Song Contest
Saksen-Anhalt is een van de zestien Duitse deelstaten die deelnemen aan de Bundesvision Song Contest.

## Overzicht
Saksen-Anhalt eindigde tot op heden twee keer op het podium van de Bundesvision Song Contest. Down Below ging in 2008 met de bronzen medaille naar huis, dankzij Sand in meiner Hand. Twee jaar later werd Silly tweede met Alles Rot. De slechtste prestatie kwam er in 2009. Jorge Leiria eindigde toen op de laatste plek, met Angela's park. De laatste vijf jaar eindigde Saksen-Anhalt in de onderste gelederen van het klassement.

## Deelnames
| Jaar | Artiest           | Lied                  | Plaats | Punten | Taal  |
| ---- | ----------------- | --------------------- | ------ | ------ | ----- |
| 2005 | Jansen & Kowalski | Mamacita              | 13     | 15     | Duits |
| 2006 | Massive Töne      | Mein Job              | 9      | 47     | Duits |
| 2007 | Jenna + Ron       | Jung und willig       | 8      | 56     | Duits |
| 2008 | Down Below        | Sand in meiner Hand   | 3      | 96     | Duits |
| 2009 | Angela's park     | Generation monoton    | 16     | 10     | Duits |
| 2010 | Silly             | Alles Rot             | 2      | 152    | Duits |
| 2011 | Flimmerfrühstück  | Tu's nicht ohne Liebe | 13     | 12     | Duits |
| 2012 | Johanna Zeul      | Sandmann              | 15     | 10     | Duits |
| 2013 | Adolar            | Halleluja             | 14     | 12     | Duits |
| 2014 | Teesy             | Keine Rosen           | 3      | 102    | Duits |
| 2015 | 3Viertelelf       | Mona Lisa             | 14     | 13     | Duits |

Baden-Württemberg · Beieren · Berlijn · Brandenburg · Bremen · Hamburg · Hessen · Mecklenburg-Voor-Pommeren · Nedersaksen · Noordrijn-Westfalen · Rijnland-Palts · Saarland · Saksen · Saksen-Anhalt · Sleeswijk-Holstein · Thüringen